# С-4 (подводная лодка)
С-4 — советская дизель-электрическая торпедная подводная лодка серии IX-бис, С — «Средняя» времён Второй мировой войны. Заложена 3 января 1936 года на заводе № 189 под стапельным номером 277 и литерным обозначением «Н-4» как головная лодка серии IX-бис. Спущена на воду 17 сентября 1936 года, вступила в строй 27 ноября 1939 года под командованием Д. С. Абросимова (назначен в июле 1938 года).
Участвовала в советско-финляндской и Великой Отечественной войне: перебазирование флота из Таллина в Кронштадт 28-29.8.1941; совершила 6 боевых походов, потопила 4 (в том числе 10.8.1941 — «Кайя», 12.10.1944 — «Терра», 13.10.1944 — «Талата») судна и повредила транспорт «Райнтом».

## История службы

### Советско-финская война
В январе 1940 года С-4 совершила поход к берегам Швеции для наблюдения за шведским и финским флотами, однако из-за тяжёлых условий занять позицию не смогла. Вмёрзла в лёд, была освобождена канонерской лодкой «Красное знамя». 8 февраля прибыла в Либаву.

### Великая Отечественная война
23 июня 1941 года вышла из Усть-Двинска и заняла позицию в районе Мемеля. Имея с одной стороны множество контактов с надводными целями, а с другой — указание топить только крупные корабли, командир дважды отказывался от атаки. 27 июня «С-4» обнаружила подводную лодку, через некоторое время она была опознана как «Л-3». 9 июля «С-4» вернулась на базу на острове Саремаа.
10 августа 1941 года с дистанции 6 кабельтовых произвела торпедную атаку конвоя (1 танкер (3000 тонн), 1 транспорт, 2 вспомогательных судна, 3 тральщика, несколько сторожевых кораблей). После выстрела торпед на мелководье лодка обозначила себя на поверхности, и командир принял решение лечь на грунт на глубине всего 20 м. Лодка подверглась бомбардировке 33 глубинными бомбами. После всплытия ночью у носа и кормы были обнаружены буи освещения. Из-за многочисленных повреждений (повреждена обшивка цистерн главного балласта, ограждение горизонтальных рулей, деформирован прочный корпус) лодка начала возвращение в базу. В вечерней сводке Совинформбюро от 14 августа было сообщено об уничтожении немецкого танкера водоизмещением 15 000 тонн.
То, что лодке удалось всплыть, осмотреться и безнаказанно уйти, газета «Правда», в статье «Рейд отважных подводников» от 24 августа 1941 года, прокомментировала следующим образом:

Корма лодки медленно отрывается от грунта, но весь корабль не может всплыть. Нос как будто отяжелел, прирос к грунту. Командиры Брук и Рохмистров весь воздух посылают в носовую часть подводной лодки. Теперь все в порядке. Лодка быстро всплывает. Со звоном откинулся люк. На мостике мгновенно появились вооруженные подводники. Командир смотрит по сторонам. Тихо. Вдали маячат силуэты фашистских кораблей, стоящие на якоре. Немцы не сомневались, что советская подводная лодка больше не увидит света. К утру они, очевидно, собирались доставить водолазов, чтобы проникнуть внутрь лодки, захватить карты и документы.
Но советские подводники перехитрили врага. Мотористы сразу дали полный ход, и лодка с максимальной скоростью двинулась в новый боевой поход.

24 ноября лодка вышла на позицию к юго-западу от Виндавы. Точная судьба лодки неизвестна. По немецкой версии 4 января 1945 года немецкий миноносец Т-33 протаранил и потопил подводную лодку типа «С» в районе с координатами 55°01′05″ с. ш. 19°40′00″ в. д..

## Потопленные корабли
Подтверждено потопление танкера «Терра» (1533 брт., 13.10.1944), а также потопление судна в результате атаки 12.10.1944. В качестве потопленного корабля указывается рыболовный траулер «Таунус» (218 брт.) или тральщик «М-3619».
Результаты ещё 2 атак нуждаются в подтверждении.

## Поиски подводной лодки
На лето 2013 года запланированы поиски советской подводной лодки С-4. Их проведут сотрудники калининградского музея Мирового океана. По словам руководителя направления подводной археологии музея Д. Мамонтова, ранее сотрудники МЧС проводили исследование подводного дна в районе Балтийска при помощи гидролокатора и получили снимки, на которых есть объект, напоминающий подводную лодку.
В районе мыса Таран обнаружена затонувшая субмарина времен войны, подводная лодка была обнаружена при обследовании морского дна на глубине 70 метров. При её дополнительном осмотре с помощью подводных телеуправляемых аппаратов и последующем сравнении полученных данных с характеристиками советских подводных лодок было установлено, что внешний вид и вооружение соответствуют советским лодкам серии «С». Как отмечают в управлении поисковых и работ БФ, отсутствие данных о других подводных лодках, затонувших в этом районе, позволяет с высокой степенью вероятности предположить о том, что найдена именно она.
В 2014 году лодка была идентифицирована.

## Командиры
- июль 1938 — 15 августа 1942 Абросимов Дмитрий Сергеевич
- март 1944 — 4 января 1945 Клюшкин, Алексей Александрович